# Luis de Queralt
Luis de Queralt y de Icart Cardona y Luyando, o Lluis de Queralt i dʼIcart Cardona i Luyando (Tarragona, 1553 - 1645), fue un militar español perteneciente a los Tercios durante la segunda mitad del siglo XVI y primeros años del siglo XVII. Miembro de la nobleza catalana y Caballero de la Orden de Calatrava.
A veces, el apellido Queralt aparece castellanizado como Queralte.

## Orígenes y familia
Era hijo del barón de Queralt y Montroig, señor de Catllar, y señor de Santa Coloma, don Gerardo de Queralt y de Cardona (Guerau II de Queralt i d´Cardona), y de Contesina de Icart y Agustín (Contesina d´Icart i Agusti). Por tanto, su hermano mayor era el I conde de Santa Coloma (1599), don Pedro de Queralt (Pere VIII de Queralt) y, por tanto, era tío del virrey de Cataluña Dalmau de Queralt y Codina. Sus otros hermanos y hermanas eran Cristóbal, Enrique, Cecilia, Dionisia (casada con Hugo de Moncada y Gralla, hijo y después hermano del marqués de Aytona), Ángela, y Dorotea.
Casó con doña Contesina de Sagarriga, desconociéndose si tuvo descendencia.

## Biografía

### Primeros años
Las primeras noticias que se tienen de Luis de Queralt es su participación en la batalla de Lepanto (1571), donde debió de sobresalir por su valor y proezas.
Unos años más tarde, aparece como capitán de una compañía en el Tercio de Julián Romero durante el asalto la isla de Duiveland (1575). Su compañía, junto a la del maestre de Campo Julián Romero, y la de Felipe de Bracamonte, fueron unos de los 600 españoles con Juan de Osorio de Ulloa a la cabeza,  que se echaron al agua para vadear el mar, llegar a la isla de Duiveland (actualmente península de Schouwen-Duiveland), asaltar y tomar por sorpresa los fuertes y trincheras que las 10 compañías de franceses, ingleses y escoceses, dirigidos por monsieur Charles Van Boisot, habían construido en la zona del dique (noche del 28 de septiembre de 1575). La isla fue tomada al día siguiente.
Monsieur Charles Van Boisot, natural de Bruselas, murió en dicha batalla, probablemente por el disparo de unos de sus soldados.

### Leva del Tercio de catalanes
En 1587, Luis de Queral recluta y leva en Barcelona el famoso Tercio que llevaría su nombre: Tercio de Queralt.
Este Tercio de catalanes estaba formado básicamente con bandoleros de aquella región que, queriendo congraciarse y perdonarse de con las autoridades, se apuntaron a la aventura de la Gran Armada. La leva fue en Barcelona, pero aparecieron voluntarios de toda Cataluña, y no sólo bandoleros, pues había ciudadanos de prestigio.

### Invasión de Inglaterra: la Gran Armada
Luis de Queralt, junto a su Tercio así como otros reclutas de Bobadilla embarca en Tarragona con destino a Italia (primero a Lombardía, después a Milán). Desde allí, a través del “Camino Español” llega a Flandes el 07/12/1587, viaje que duró unos 2 meses. Su tercio es alojado en Warneton, entre las villas de Ypres y Lille, cerca del canal de la Mancha. Más tarde, en Bomen, su Tercio se junta con el resto de las tropas de desembarco para la invasión de Inglaterra, a la espera de ser embarcadas. Desde allí, van a Dunquerque donde serían embarcados.
Estas tropas eran:
- Tercio de Bobadilla, al mando de Francisco Arias de Bobadilla
- Tercio viejo de Lombardía "gemelo", al mando de Sancho Martínez de Leyva
- Tercio viejo de Sicilia "gemelo", al mando de Manrique de Lara
- Tercio de Queralt
- Regimiento irlandés de Guillermo Estanley
- Regimiento alemán de Ferrante Gonzaga di Bozzolo

Tras dos embarques y desembarques (9 y 12 de agosto de 1588), la misión de invasión a Inglaterra se anula, dadas las malas noticias sobre la Gran Armada. El Tercio de Luis de Queralt es movilizado y enviado a Amberes, donde llegan el 15 de agosto de 1588.

### Reforma del Tercio de catalanes
Tres meses después (del 24/09 al 13/11 de 1588), Luis de Queralt dirigió su Tercio en el asedio de Bergen-Op-Zoom, pero sin entrar en combate directo pues su Tercio quedó en retaguardia.
Después del sitio de Bergen-Op-Zoom su Tercio fue reformado, repartiéndose las compañías entre los Tercios viejos de Bobadilla, (cuyo maestre de Campo era Manuel de Vega Cabeza de Vaca), el gemelo de Sicilia (Diego Enríquez de Castañeda y Manrique) y el gemelo de Lombardía (Sancho Martínez de Leyva).
A partir de aquí se pierde la pista de don Luis de Queralt.
Sobre Luis de Queralt nos ha llegado un elogio que el hizo, el escritor y capitán de la época, don Alonso Vázquez: “El capitán y gobernador don Luis de Queralt, caballero catalán muy gallardo; mostrólo en las guerras de Flandes; dio mucha y buena cuenta de todo lo que se le encomendó del servicio del Rey, nuetro señor, á satisfacción de su sobrino Alexandro, el cual le estimó por sus muchas y buenas partes; fue este caballero Gobernador de un tercio de infantería española que llevó á los Estados de Flandes”